# Chris Lee
Pour les articles homonymes, voir Lee.
Chris Lee (né le 3 octobre 1980 à MacTier dans la province d'Ontario au Canada) est un joueur professionnel canadien de hockey sur glace. Il évolue au poste de défenseur.

## Biographie
Après avoir joué pour l'équipe de l'Université d'État de New York à Potsdam dans la troisième division du championnat de la NCAA, il devient professionnel en 2004-2005 en jouant pour les Everblades de la Floride dans l'ECHL. Après quelques saisons dans les ligues mineurs, il signe en 2008 un contrat avec les Islanders de New York puis l'année suivante avec les Penguins de Pittsburgh, mais se retrouve plutôt dans la LAH et ne parvient pas à jouer dans la LNH avec ces équipes.
En 2010, il part jouer en Europe. Après des séjours en Allemagne et en Suède, il rejoint le Metallourg Magnitogorsk dans la KHL. Il arrive en renfort avec l'équipe du Canada lors du championnat du monde 2017 après une blesssure du défenseur Tyson Barrie. Il gagne la médaille d'argent à l'issue de ce championnat après une défaite en finale face à la Suède.
Après de bonnes saisons avec le Metallourg, alors âgé de 36 ans, il reçoit en 2017 un essai professionnel dans la LNH avec les Kings de Los Angeles. Il est cependant libéré de son essai avant le début de la saison régulière. En janvier 2018, il est sélectionné par l'équipe du Canada pour les Jeux olympiques d'hiver se tenant à Pyeongchang (Corée du Sud).

## Statistiques

### En club
| Saison    | Équipe                            | Ligue      |    | Saison régulière | Saison régulière | Saison régulière | Saison régulière | Saison régulière |   | Séries éliminatoires | Séries éliminatoires | Séries éliminatoires | Séries éliminatoires | Séries éliminatoires |
| Saison    | Équipe                            | Ligue      | PJ | B                | A                | Pts              | Pun              | PJ               | B | A                    | Pts                  | Pun                  |                      |                      |
| 1996-1997 | Terriers d'Orillia                | OPJHL      | 50 | 2                | 11               | 13               | 64               | -                | - | -                    | -                    | -                    |                      |                      |
| 1997-1998 | Terriers de Couchiching           | OPJHL      | 50 | 3                | 3                | 6                | 85               | -                | - | -                    | -                    | -                    |                      |                      |
| 1998-1999 | Terriers de Couchiching           | OPJHL      | 51 | 1                | 15               | 16               | 143              | -                | - | -                    | -                    | -                    |                      |                      |
| 1999-2000 | Terriers de Couchiching           | OPJHL      | 1  | 0                | 0                | 0                | 0                | -                | - | -                    | -                    | -                    |                      |                      |
| 1999-2000 | Shamrocks de Parry Sound          | OPJHL      | 48 | 27               | 28               | 55               | 46               | -                | - | -                    | -                    | -                    |                      |                      |
| 2000-2001 | SUNY-Potsdam                      | SUNYAC     | 28 | 2                | 6                | 8                | 26               | -                | - | -                    | -                    | -                    |                      |                      |
| 2001-2002 | SUNY-Potsdam                      | SUNYAC     | 27 | 8                | 14               | 22               | 42               | -                | - | -                    | -                    | -                    |                      |                      |
| 2002-2003 | SUNY-Potsdam                      | SUNYAC     | 28 | 14               | 22               | 36               | 37               | -                | - | -                    | -                    | -                    |                      |                      |
| 2003-2004 | SUNY-Potsdam                      | SUNYAC     | 27 | 17               | 32               | 49               | 30               | -                | - | -                    | -                    | -                    |                      |                      |
| 2004-2005 | Everblades de la Floride          | ECHL       | 68 | 5                | 22               | 27               | 16               | 15               | 2 | 9                    | 11                   | 6                    |                      |                      |
| 2005-2006 | Everblades de la Floride          | ECHL       | 52 | 10               | 27               | 37               | 56               | 8                | 2 | 1                    | 3                    | 4                    |                      |                      |
| 2006-2007 | River Rats d'Albany               | LAH        | 3  | 0                | 1                | 1                | 4                | -                | - | -                    | -                    | -                    |                      |                      |
| 2006-2007 | Everblades de la Floride          | ECHL       | 37 | 6                | 19               | 25               | 22               | 9                | 3 | 1                    | 4                    | 0                    |                      |                      |
| 2006-2007 | Sound Tigers de Bridgeport        | LAH        | 1  | 0                | 0                | 0                | 0                | -                | - | -                    | -                    | -                    |                      |                      |
| 2006-2007 | Ak-Sar-Ben Knights d'Omaha        | LAH        | 32 | 4                | 13               | 17               | 16               | 6                | 3 | 0                    | 3                    | 6                    |                      |                      |
| 2007-2008 | Stars de l'Iowa                   | LAH        | 68 | 7                | 21               | 28               | 42               | -                | - | -                    | -                    | -                    |                      |                      |
| 2008-2009 | Sound Tigers de Bridgeport        | LAH        | 66 | 6                | 24               | 30               | 36               | 5                | 0 | 3                    | 3                    | 2                    |                      |                      |
| 2009-2010 | Penguins de Wilkes-Barre/Scranton | LAH        | 79 | 9                | 30               | 39               | 30               | 4                | 0 | 1                    | 1                    | 0                    |                      |                      |
| 2010-2011 | Kölner Haie                       | DEL        | 43 | 6                | 15               | 21               | 34               | 5                | 2 | 1                    | 3                    | 16                   |                      |                      |
| 2011-2012 | Adler Mannheim                    | DEL        | 52 | 13               | 32               | 45               | 18               | 10               | 1 | 3                    | 4                    | 4                    |                      |                      |
| 2012-2013 | Färjestad BK                      | Elitserien | 54 | 12               | 29               | 41               | 30               | 10               | 7 | 5                    | 12                   | 6                    |                      |                      |
| 2013-2014 | Metallourg Magnitogorsk           | KHL        | 47 | 12               | 19               | 31               | 48               | 21               | 3 | 6                    | 9                    | 10                   |                      |                      |
| 2014-2015 | Metallourg Magnitogorsk           | KHL        | 60 | 9                | 37               | 46               | 55               | 10               | 0 | 4                    | 4                    | 8                    |                      |                      |
| 2015-2016 | Metallourg Magnitogorsk           | KHL        | 60 | 9                | 28               | 37               | 38               | 22               | 3 | 10                   | 13                   | 8                    |                      |                      |
| 2016-2017 | Metallourg Magnitogorsk           | KHL        | 60 | 14               | 51               | 65               | 46               | 18               | 1 | 20                   | 21                   | 22                   |                      |                      |
| 2017-2018 | Metallourg Magnitogorsk           | KHL        | 26 | 1                | 9                | 10               | 28               | 11               | 2 | 7                    | 9                    | 7                    |                      |                      |

### En équipe nationale
| Année | Équipe | Compétition          |   | PJ | B | A | Pts | Pun                |  | Résultat |
| 2017  | Canada | Championnat du monde | 7 | 0  | 2 | 2 | 4   | Médaille d'argent  |  |          |
| 2018  | Canada | Jeux olympiques      | 6 | 0  | 5 | 5 | 0   | Médaille de bronze |  |          |

## Trophées et honneurs personnels
- 2011-2012 : nommé meilleur défenseur de la DEL.
- 2013-2014 :
  - participe au Match des étoiles de la KHL.
  - nommé défenseur du mois (septembre) dans la KHL.
  - champion de la Coupe Gagarine avec le Metallourg Magnitogorsk.
- 2014-2015 : participe au Match des étoiles de la KHL.
- 2015-2016 :
  - nommé dans la première équipe d'étoiles de la KHL.
  - champion de la Coupe Gagarine avec le Metallourg Magnitogorsk.
- 2016-2017 :
  - participe au Match des étoiles de la KHL.
  - nommé défenseur du mois (octobre) dans la KHL.
- 2017-2018 : sélectionné au Match des étoiles de la KHL (ne participe pas).